# Acanthaphritis barbata
Acanthaphritis barbata is een straalvinnige vissensoort uit de familie van baarszalmen (Percophidae). De wetenschappelijke naam van de soort is voor het eerst geldig gepubliceerd in 1963 door Okamura & Kishida.